# Viorel Cernica
Viorel Cernica (n. 4 iunie 1957, Sascut, județul Bacău, stabilit la Câmpina, județul Prahova) este un filosof român, profesor universitar la Facultatea de Filosofie a Universității din București, cercetător la Institutul de Filosofie și Psihologie al Academia Română, eseist și poet.

## Biografie
Între anii 1981 și 1985 a urmat studii de filosofie la Facultatea de Istorie și Filosofie, Universitatea din București, încheiate în iunie 1985 cu lucrarea Direcții de abordare a problematicii silogistice. Contribuții românești în silogistică. În 1994, a început studiile doctorale de filosofie la Academia Română, Institutul de Filosofie, finalizate în aprilie 1999 cu teza de doctorat Personalismul energetic și proiectul antropologic kantian. În anul 1994, a devenit cercetător la Academia Română, Institutul de Filosofie și Psihologie „C. Rădulescu-Motru“, iar în 2007 a ajuns conferențiar la Facultatea de Filosofie, Universitatea din București. În 2015, a devenit conducător de doctorate în domeniul filosofie, cu teza de abilitare History of Philosophy, Phenomenology of Judgment, Hermeneutics of Culture: Concepts, Methodologies, Applications. În prezent este profesor universitar la Facultatea de Filosofie, Universitatea din București și profesor asociat la Universitatea Politehnica din București.

## Opera filosofică
Preocupările filosofice ale lui Viorel Cernica s-au îndreptat către fenomenologie, hermeneutică și istoria filosofiei românești. Într-o lucrare apărută în anul 2013, Judecată și timp. Fenomenologia judicativului, Cernica a propus un nou concept de fenomenologie a cărui principală contribuție este reducția judicativă. Potrivit acesteia, orice gând, rostire sau făptuire omenească sunt preluate, prelucrate și autorizate prin timp și judecată. Timpul și structura formală a judecății (Subiect – Predicat) asigură condițiile de constituire a oricărui fapt din orizontul vieții omenești.  Această înțelegere a timpului în relație cu judecata este numită de autor „judicativ constitutiv“ și este pusă în evidență în structura construcțiilor semnificative ale istoriei filosofiei: logica lui Aristotel, analitica și dialectica transcendentală din Critica rațiunii pure a lui Immanuel Kant și a analitica existențială a Dasein-ului făcută de Martin Heidegger în Ființă și timp.
În strânsă legatură cu fenomenologia judicativului, Viorel Cernica a propus un nou model hermeneutic, denumit hermeneutica pre-judicativului. Aceasta privește statutul logic și filosofic al unor experiențe care nu își au originea în orizontul judicativ. Hermeneutica pre-judicativă este un demers de interpretare a acestor experiențe prin care se încearcă păstrarea specificului lor nonjudicativ. Dintre operațiile specifice acestui model de hermeneutică, poate fi precizată de-constituirea, operație de suspendare a modului de constituire judicativă, după cum reiese din ultimele publicații, în special introducerea la volumul Studii de hermeneutică a pre-judicativului (2016) și Temporalitatea experienței nonjudicative. Timpul lenei (2017). Începând cu anul 2016, Viorel Cernica a coordonat un anuar de hermeneutică pre-judicativă, publicat de Editura Universității din București, intitulat Studii în hermeneutica pre-judicativă și meontologie, în care diverși cercetători au publicat studii filosofice în orizontul acestei tematici.
Viorel Cernica este cunoscut și pentru cercetările sale privind filosofia românească. Acestea presupun un aparat metodologic care trece dincolo de o abordare istoric-cronologică, către o abordare tematică, denumită de autor „topologie contemplativă“. Numeroasele sale studii privind filosofia românească au fost adunate în Lucrări de istoria filosofiei românești, vol. 1 și vol. 2, deși acest interes poate fi remarcat încă din anul 1999, odată cu publicarea Exercițiilor fenomenologice asupra filosofiei românești interbelice, revizuită și republicată ulterior în 2006, sub titlul Filosofie românească interbelică. Perspectivă fenomenologică.

## Opera

### Cărți de filosofie
- 1999. Exerciții fenomenologice asupra filosofiei românești interbelice, București, Casa de Presă și Editură “Mihai Dascal Editor”. Ediția a II-a, revizuită: Filosofie românească interbelică. Perspectivă fenomenologică, Iași, Editura Institutul European, 2006.
- 2000. C. Rădulescu-Motru și proiectul antropologic kantian, București, Casa de Presă și Editură “Mihai Dascal Editor” (teză de doctorat). Ediția a II-a, revăzută și adăugită: Filosofia umanului. Personalism energetic și antropologie kantiană, Iași, Editura Institutul European, 2008.
- 2002. Căutarea de sine și chemările tradiției, București, Casa de Presă și Editură “Mihai Dascal Editor”.
- 2003. Topos-ul formal și istoric al silogisticii, București, Editura Academiei Române.
- 2004. Proiectele filosofiei kantiene, Iași, Editura Institutul European.
- 2005. Fenomenul și nimicul. Proiectul fenomenologic – concept și aplicații, București, Editura Paideia.
- 2005. Cetatea sub blocada ideii. Schiță fenomenologică a istoriei gândirii politice, Iași, Editura Institutul European.
- 2007. Situațiile existențiale, București, Editura Paideia.
- 2013. Judecată și timp. Fenomenologia judicativului, Iași, Editura Institutul European.
- 2015. Lucrări de Istoria Filosofiei Românești, vol. I și II, București, Editura Universității din București (Studii de filosofie românească publicate, în reviste de specialitate, reviste de cultură și în volume colective, până în 2014).
- 2017. Temporalitatea experienței nonjudicative. Timpul lenei, București, Editura Universității din București.

### Cărți de eseistică
- 2006. Răstiri către sine. Încercări de ideologie polifonică, București, Editura Paideia
- 2009. Răstiri către cei de-o seamă cu sine. Încercări noi de ideologie polifonică, București, Editura Paideia
- 2013. Rezervații naturale. Poeme și noeme în cheia ideologiei polifonice, București, Editura Muzeul Literaturii Române

### Cărți de poezie
- 2005. Urechea tăcerii, Ploiești, Editura Premier

## Premii
- Premiul „J. J. Rouseau“, pentru concurs de eseu filosofic, organizat de Serviciul Cultural al Ambasadei Franței la București, 1993
- „Diploma de onoare“, acordată de revista Axioma și de Editura Premier, 2005
- Premiul „Mircea Florian“ al Academiei Române, pentru lucrarea Judecată și timp. Fenomenologia judicativului, 2013.[6]